# Aldo Fumagalli
Aldo Luigi Fumagalli (Varese, 25 ottobre 1950) è un politico italiano, sindaco della città di Varese dal 1998 al 2005.

## Biografia
Laureatosi in pedagogia presso l'Università di Parma, divenne docente formatore nella seconda metà degli anni ottanta. Nei primi anni 2000 fu dirigente in diversi istituti superiori nel Varesotto.
Iscrittosi alla Lega Lombarda, poi Lega Nord, venne eletto sindaco della sua città natale nel 1997. Nel 2004 si candidò alle elezioni europee nelle liste leghiste della circoscrizione Italia nord-occidentale, senza risultare eletto.
Riconfermato a larga maggioranza a capo del Comune di Varese nel 2002, nel settembre 2005 fu colpito da uno scandalo legato alla frequentazione di prostitute, cui fece seguito l'apertura di un'indagine della procura della Repubblica varesina (nella persona del PM Agostino Abate), che contestò al sindaco l'utilizzo dell'auto blu per recarsi dalle escort e l'aver fatto pressione su dirigenti municipali affinché lasciassero che alcune ragazze coinvolte nel "giro" occupassero immobili di proprietà del Comune; accuse di aver subito pressioni (stavolta per procedere ad assunzioni a beneficio delle medesime ragazze) provennero anche da una cooperativa che gestiva in appalto servizi per il municipio. L'11 ottobre Fumagalli, che pure respinse tutte le accuse bollandole come illazioni calunniose, accusando il PM di Varese di persecuzione e ipotizzando vi fosse una manovra politica a suo danno, si dimise da primo cittadino; rinviato a giudizio, nel 2011 fu condannato a quattro anni di reclusione per peculato e concussione per induzione. Sia Fumagalli che il pubblico ministero di Varese, che aveva chiesto una condanna a sei anni, presentarono ricorso: il susseguente processo d'appello svoltosi a Milano confermò la colpevolezza dell'ex-sindaco relativamente al solo peculato (cadde invece quella per concussione), riducendo quindi la condanna a tre anni e dieci mesi di carcere. Nel 2015 la Cassazione confermò definitivamente la condanna per peculato, detraendo però altri 10 mesi dalla pena comminata in appello: tutto il periodo fu comunque coperto da indulto.
Negli anni 2010 Fumagalli fu per qualche tempo, prima del pensionamento, consulente del Comune di Milano, nominato dalla giunta Moratti.